# Galeottia
Galeottia – rodzaj roślin z rodziny storczykowatych (Orchidaceae). Obejmuje 12 gatunków występujących w Ameryce Środkowej i Południowej w takich krajach jak: Belize, Boliwia, Brazylia, Kolumbia, Kostaryka, Ekwador, Gwatemala, Gujana, Honduras, Meksyk, Panama, Peru, Wenezuela.

## Systematyka
Rodzaj sklasyfikowany do podplemienia Zygopetalinae w plemieniu Cymbidieae, podrodzina epidendronowe (Epidendroideae), rodzina storczykowate (Orchidaceae), rząd szparagowce (Asparagales) w obrębie roślin jednoliściennych.
Wykaz gatunków
- Galeottia acuminata (C.Schweinf.) Dressler & Christenson
- Galeottia antioquiana (Kraenzl.) Dressler & Christenson
- Galeottia burkei (Rchb.f.) Dressler & Christenson
- Galeottia ciliata (C.Morel) Dressler & Christenson
- Galeottia colombiana (Garay) Dressler & Christenson
- Galeottia fimbriata (Linden & Rchb.f.) Linden ex Lindl.
- Galeottia grandiflora A.Rich.
- Galeottia jorisiana (Rolfe) Schltr.
- Galeottia marginata (Garay) Dressler & Christenson
- Galeottia negrensis Schltr.
- Galeottia peruviana D.E.Benn. & Christenson
- Galeottia prainiana (Rolfe) Dressler & Christenson